# Павел Дедечек
Павло Дедечек (чеськ. Pavel Dědeček 27 грудня 1885, Прага, Чехія — 23 листопада 1954, Прага
, Чехія) — чеський диригент, хормайстром, композитором і вчителем музики. Він працював диригентом керівником опери в Пльзенському театрі з 1945 по 1948 рік, а хормайстром працював у Брно та Празі. Був важливим викладачем музики, який викладав диригування в Празькій консерваторії та на музичному факультеті Академії виконавських мистецтв у Празі.

## Життєпис
Закінчив Празьку консерваторію (1905) по класу скрипки Фердинанда Лахнера.
У 1908—1912 — викладач органної школи в Брно, де Леош Яначек відкрив у ньому диригентський талант. В оркестрі Брненської опери виконував обов'язки концертмейстера, а іноді і диригента.
Потім перебрався до Праги, грав на альті в оркестрі Національного театру. На початку 1920-х вивчав композицію в Парижі під керівництвом Венсана д'Енді.
Потім протягом двох років керував Братиславською оперою. У 1925 повернувся до Праги, де протягом багатьох років викладав диригування в Празькій консерваторії, багато його учнів були провідними майстрами чеської музики, в тому числі Рафаель Кубелик, Вацлав Нойман, Карел Анчерл, Карел Гуса, Йозеф Грнчірж, Ярмил Бургхаузер, Вацлав Сметачек, Вацлав Троян, Отакар Трглик, Богумил Грегор. Одночасно до 1928 був художнім керівником жіночого Празького вчительського хору, гастролював з ним Австрією і Польщею, переклав для жіночого хору безліч народних пісень. У 1945—1948 очолював Пльзеньську оперу. У 1948 за станом здоров'я змушений був завершити кар'єру.